# Hanžeković Memorial

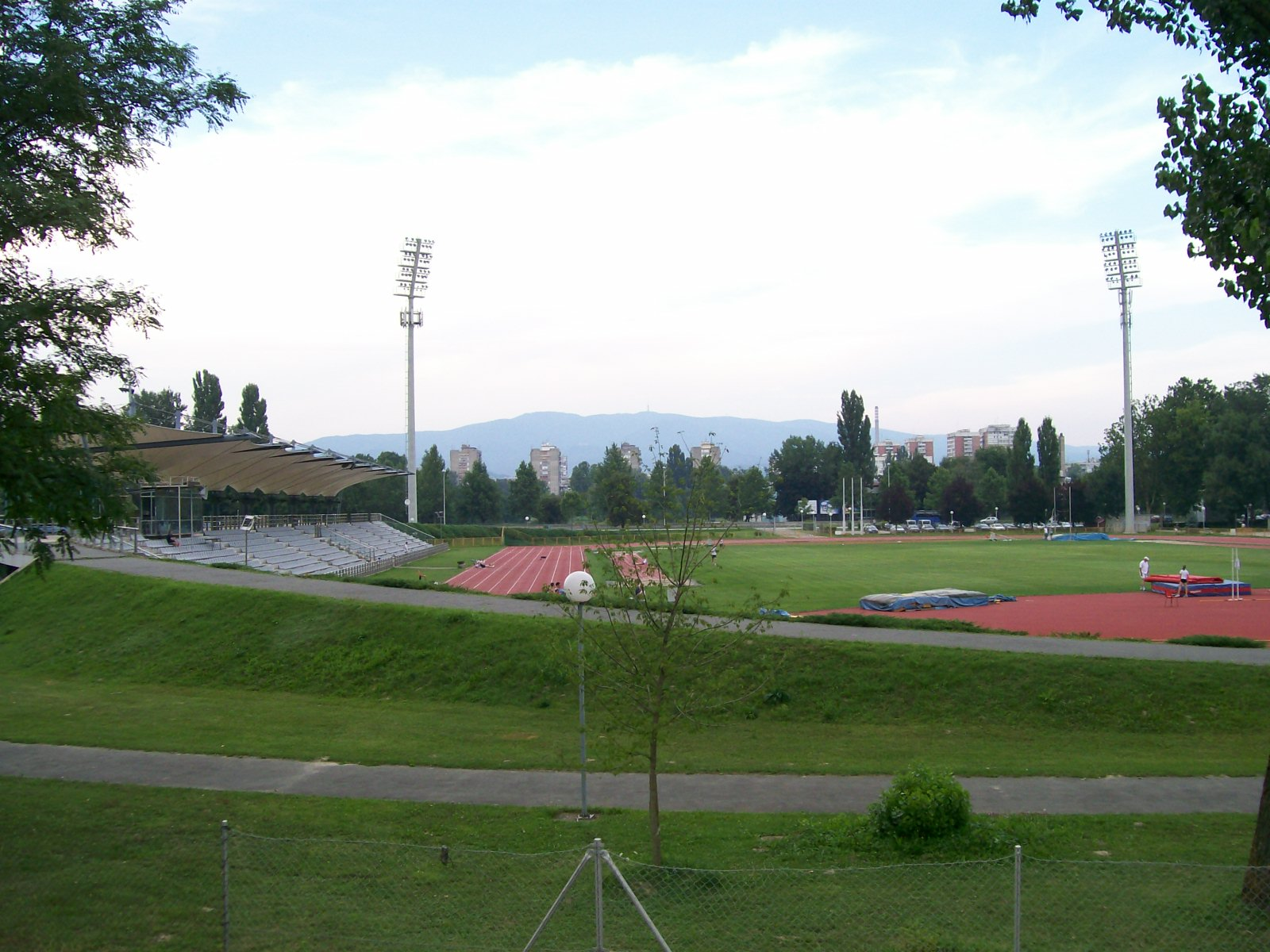
Sportski Park Mladost (2008)

Das Hanžeković Memorial ist eine Leichtathletik- und die älteste Sportveranstaltung in Kroatien. Ausgetragen wird es im Sportski Park Mladost in Zagreb und ist Teil der World-Challenge-Serie.

## Geschichte
Als lokale Veranstaltung zwischen zwei Vereinen wurde es erstmals 1951 ausgetragen und erlangte bereits sieben Jahre später einen internationalen Status.
Benannt ist es nach Boris Hanžeković, einem der besten Athleten aus Kroatien vor dem Zweiten Weltkrieg. Hanžeković lehnte es ab während des Zweiten Weltkriegs für den unabhängigen Staat Kroatien zu laufen. Wegen seiner Verbindung zu den Partisanen wurde er im Juli 1944 verhaftet und ins KZ Jasenovac gebracht. Bei einem Fluchtversuch wurde er am 22. April 1945 getötet.
Seit 2014 findet der Kugelstoßwettbewerb außerhalb des Stadions statt und nennt sich Ivan Ivančić Memorial.

## Veranstaltungsrekorde

### Männer
| Disziplin        | Rekord  | Athlet                 | Land                   | Datum              |
| ---------------- | ------- | ---------------------- | ---------------------- | ------------------ |
| 100 m            | 9,85    | Usain Bolt             | Jamaika                | 13. August 2011    |
| 200 m            | 19,88   | Ramil Guliyev          | Türkei                 | 8. September 2015  |
| 400 m            | 44,94   | Gil Roberts            | Vereinigte Staaten     | 29. August 2017    |
| 800 m            | 1:44,08 | Nijel Amos             | Botswana               | 4. September 2018  |
| 1500 m           | 3:30,94 | Nixon Kiplimo Chepseba | Kenia                  | 13. September 2011 |
| Meile            | 3:50,68 | Noureddine Morceli     | Algerien               | 7. Juli 1998       |
| 3000 m           | 7:35,06 | Caleb Ndiku            | Kenia                  | 3. September 2013  |
| 110 m Hürden     | 12,98   | Mark Crear             | Vereinigte Staaten     | 5. Juli 1999       |
| 400 m Hürden     | 48,24   | Kemel Thompson         | Jamaika                | 7. Juli 2003       |
| 3000 m Hindernis | 8:11,80 | Jairus Kipchoge Birech | Kenia                  | 4. September 2012  |
| Hochsprung       | 2,34    | Kwaku Boateng          | Kanada                 | 3. Juli 2000       |
| Stabhochsprung   | 5,76    | Timur Morgunow         | Russland               | 4. September 2018  |
| Weitsprung       | 8,46    | Luvo Manyonga          | Südafrika              | 4. September 2018  |
| Dreisprung       | 17,16   | Onochie Achike         | Vereinigtes Königreich | 3. Juli 2000       |
| Kugelstoßen      | 22,28   | Ryan Crouser           | Vereinigte Staaten     | 5. September 2016  |
| Diskuswurf       | 68,17   | Fedrick Dacres         | Jamaika                | 4. September 2018  |
| Hammerwurf       | 81,77   | Primož Kozmus          | Slowenien              | 31. August 2009    |
| Speerwurf        | 86,36   | Tero Pitkämäki         | Finnland               | 3. September 2013  |

### Frauen
| Disziplin      | Rekord  | Athletin               | Land               | Datum             |
| -------------- | ------- | ---------------------- | ------------------ | ----------------- |
| 100 m          | 10,91   | Anelija Nunewa         | Bulgarien          | 12. Juli 1991     |
| 200 m          | 22,35   | Allyson Felix          | Vereinigte Staaten | 4. September 2012 |
| 400 m          | 50.08   | Rosemarie Whyte        | Jamaika            | 4. September 2012 |
| 800 m          | 1:57,51 | Jelena Afanassjewa     | Russland           | 7. Juli 1998      |
| 1000 m         | 2:36,33 | Jolanda Čeplak         | Slowenien          | 11. Juli 2005     |
| 1500 m         | 4:05,41 | Alesja Turawa          | Belarus            | 8. Juli 2002      |
| 3000 m         | 8:33,37 | Lilian Kasait Rengeruk | Kenia              | 4. September 2018 |
| 100 m Hürden   | 12,60   | Olga Schischigina      | Kasachstan         | 5. Juli 1999      |
| 400 m Hürden   | 54,14   | Daimí Pernía           | Kuba               | 3. Juli 2000      |
| Hochsprung     | 2,08    | Blanka Vlašić          | Kroatien           | 31. August 2009   |
| Stabhochsprung | 4,50    | Fabiana Murer          | Brasilien          | 8. September 2015 |
| Weitsprung     | 6,96    | Ivana Španović         | Serbien            | 6. September 2016 |
| Dreisprung     | 14,58   | Mabel Gay              | Kuba               | 31. August 2009   |
| Kugelstoßen    | 20,33   | Astrid Kumbernuss      | Deutschland        | 22. Juni 1995     |
| Diskuswurf     | 70,83   | Sandra Perković        | Kroatien           | 29. August 2017   |
| Hammerwurf     | 76,62   | Yipsi Moreno           | Kuba               | 9. September 2008 |
| Speerwurf      | 65,20   | Osleidys Menéndez      | Kuba               | 3. Juli 2000      |

## Bilder

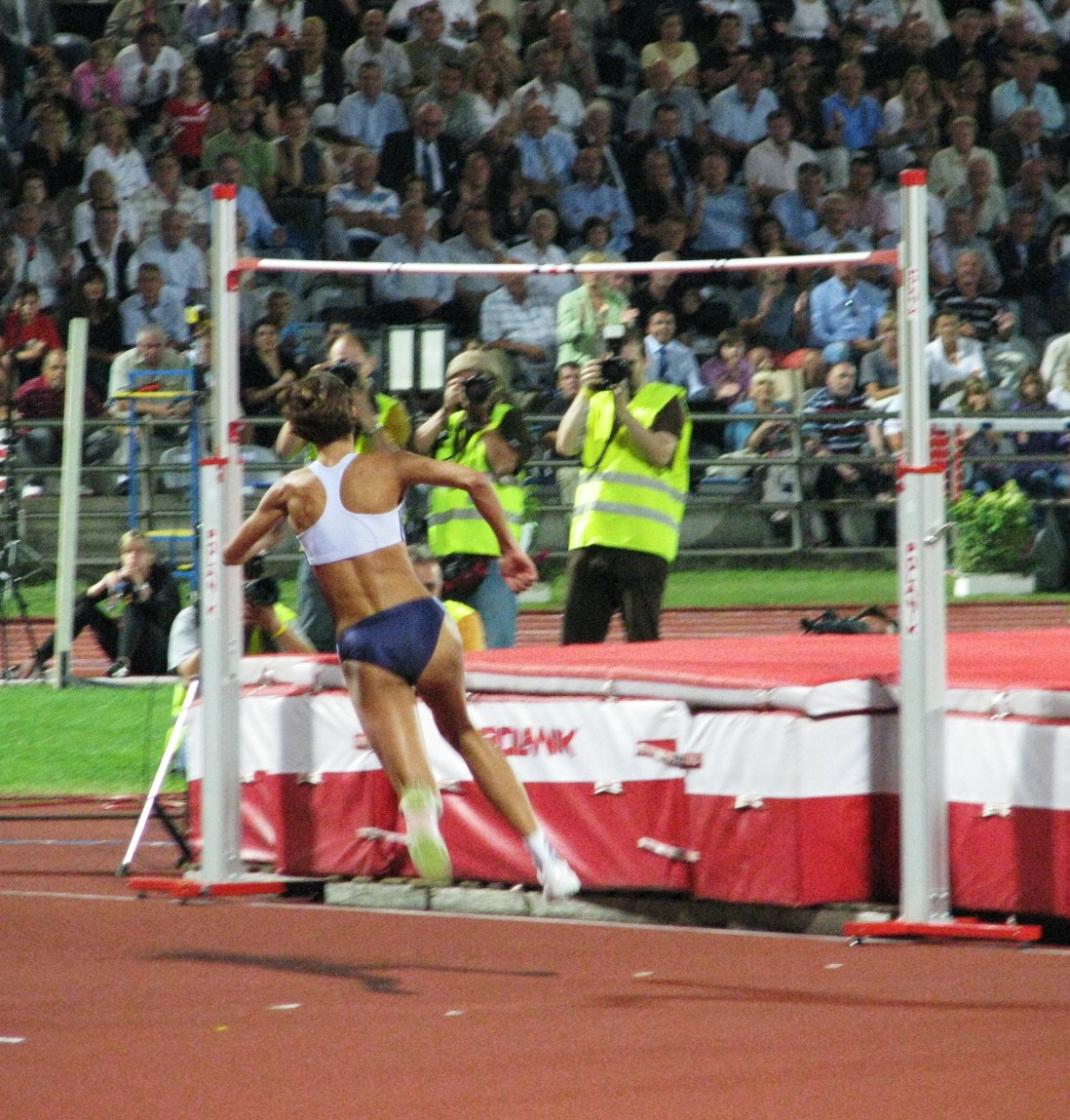
Blanka Vlašić (2009)
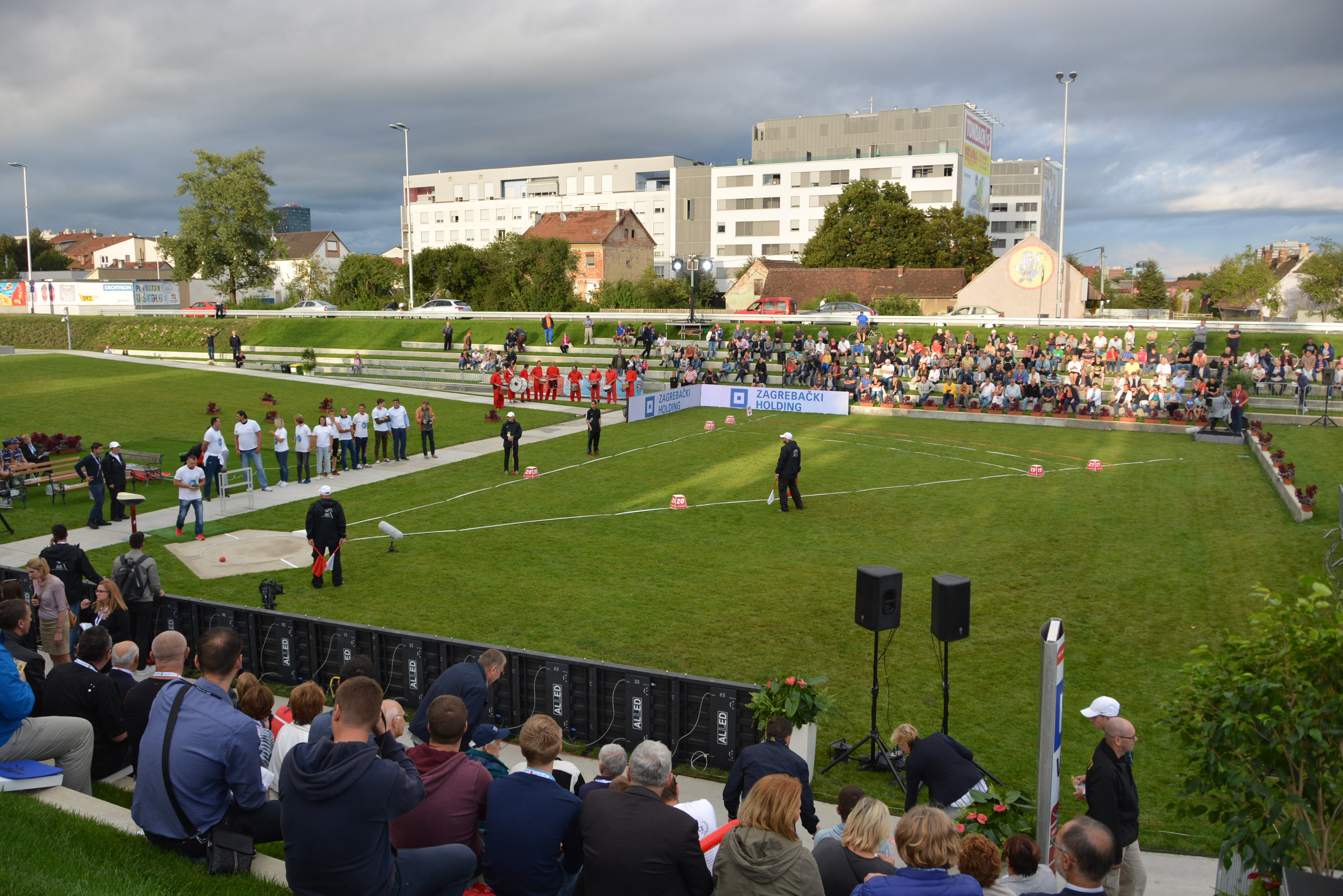
Wohltätigkeits-Kugelstoßen 2016